# Complex financieel product
Een complex financieel product is over het algemeen een combinatieproduct van verschillende financiële producten waarbij de waardeontwikkeling voor minstens een van die producten is gekoppeld aan de waardeontwikkeling op een financiële markt. De hoogte van de uiteindelijke opbrengst van het complexe product is dus onzeker. Daarnaast zijn in Nederland aangemerkt als complex financieel product:
- banksparen;
- rechten van deelneming in een beleggingsfonds;
- levensverzekeringen exclusief de traditionele overlijdensrisicoverzekering en natura-uitvaartverzekering;
- hypothecair krediet gecombineerd met een levensverzekering of een spaarrekening, onder andere de spaarhypotheek;
- beleggingsobjecten.

Voor deze producten geldt een provisieverbod, en voor sommige is een essentiële-informatiedocument (Eid) verplicht.